# President (P. salicina)
President es una variedad cultivar de ciruelo (Prunus salicina), de las denominadas ciruelas japonesas (aunque las ciruelas japonesas en realidad se originaron en China, fueron llevadas a los EE. UU. a través de Japón en el siglo XIX).
Una variedad que crio y desarrolló a finales del siglo XIX Luther Burbank en Santa Rosa (California), siendo un híbrido del cruce de Prunus salicina x Prunus simonii. 
Las frutas tienen una pulpa de color amarillo claro, transparente, con textura firme, carnosa, y con sabor peculiar, un poco como almizcle-melón, mala calidad. Tolera las zonas de rusticidad según el departamento USDA, de nivel 5 a 8.

## Historia
'President' variedad de ciruela, de las denominadas ciruelas japonesas con base de Prunus salicina, que fue desarrollada y cultivada por primera vez en el jardín del famoso horticultor Luther Burbank en Santa Rosa (California) mediante una hibridación de la flor de Prunus salicina como Parental-Madre x polen de Prunus simonii como Parenta-Padre. Burbank realizaba investigaciones en su jardín personal y era considerado un artista del fitomejoramiento, que intentaba muchos cruces diferentes mientras registraba poca información sobre cada experimento.
Las ciruelas 'President' se desarrollaron a finales del siglo XIX en Santa Rosa, una ciudad en el condado de Sonoma en el norte de California. Fueron introducidas en los circuitos comerciales en 1895, siendo particularmente notable por su importancia para la industria del transporte de frutas de California.
La ciruela 'President' es una variedad cultivada por Luther Burbank como plántula de 'Wickson', nombrado por Waugh en 1899.

## Características
'President (P. salicina)' árbol medio y vigoroso, siendo su fuerte crecimiento erguido una característica notable de la variedad, extendido, bastante productivo. Flor blanca, parcialmente autocompatible en su polinización, buenos polinizadores son 'Golden Japan', 'Friar', 'Santa Rosa' y 'Laroda', está considerada buena polinizadora para otras variedades, y puede tener una floración muy extendida según las condiciones climáticas, que tiene un tiempo de floración que comienza a partir del 18 de abril con el 10% de floración, para el 21 de abril tiene una floración completa (80%), y para el 8 de mayo tiene un 90% de caída de pétalos.
'President (P. salicina)' tiene una talla de fruto grande, de forma cordada (en corazón), con sutura poco profunda; epidermis tiene una piel delgada, tersa y suave con ligera pruina, con un color base amarillo ámbar que se va cubriendo de rojo oscuro o rojo fuego, lenticelas muy abundantes de tamaño diminuto; pedúnculo corto, robusto, insertado en una cavidad peduncular profunda, redondeada; pulpa de color amarillo claro, transparente, con textura firme, carnosa, y con sabor peculiar, un poco como almizcle-melón, mala calidad.
Hueso semi adherente, grande, ovalada, zona pistilar apuntada, aplanada.
Su tiempo de recogida de cosecha se inicia en su maduración de segunda decena de julio.

## Usos
La fruta no solo es grande con pulpa carnosa, sino que también es perfecta para enlatar, comer fresca del árbol a la mesa, y si se desea cocinar con ellas, son excelentes para tartas y pasteles.